# Huy chương Pierre de Coubertin
Huy chương Pierre de Coubertin (còn được gọi là Huy chương De Coubertin hay Huy chương Tinh thần thể thao Chân chính) là một giải thưởng đặc biệt của Ủy ban Olympic quốc tế dành cho các vận động viên và cựu vận động viên những người tiêu biểu của tinh thần thể thao tại Thế vận hội hoặc trong công tác xuất sắc của phong trào Olympic.
Huy chương được trao lần đầu năm 1964 và được đặt theo tên của Pierre de Coubertin, người sáng lập Ủy ban Olympic quốc tế. Theo Bảo tàng Olympic, "Đây là một trong những danh hiệu cao quý nhất mà có thể được trao cho một vận động viên Olympic."

## Người nhận
| #  | Vận động viên                        | Quốc gia    | Sự kiện                                                                  | Ngày                            | Địa điểm                     |
| -- | ------------------------------------ | ----------- | ------------------------------------------------------------------------ | ------------------------------- | ---------------------------- |
| 1  | Lutz Long                            | Đức         | Thế vận hội Mùa hè 1936                                                  | 1964 (truy tặng)                | Berlin, Đức                  |
| 2  | Eugenio Monti                        | Ý           | Thế vận hội Mùa đông 1964                                                | 1964                            | Innsbruck, Áo                |
| 3  | Karl Heinz Klee                      | Áo          | Thế vận hội Mùa đông 1976                                                | tháng 2 năm 1977                | Innsbruck, Áo                |
| 4  | Franz Jonas                          | Áo          | –                                                                        | tháng 7 năm 1969                | Vienna, Áo                   |
| 5  | Lawrence Lemieux                     | Canada      | Thế vận hội Mùa hè 1988                                                  | tháng 9 năm 1988                | Seoul, Hàn Quốc              |
| 6  | Justin Harley McDonald               | Úc          | Thế vận hội Mùa đông 1994                                                | 1994                            | Lillehammer, Na Uy           |
| 7  | Raymond Gafner                       | Thụy Sĩ     | –                                                                        | 1999                            | –                            |
| 8  | Emil Zátopek                         | Tiệp Khắc   | Thế vận hội Mùa hè 1952                                                  | 6 tháng 12 năm 2000 (truy tặng) | Helsinki, Phần Lan           |
| 9  | Spencer Eccles                       | Hoa Kỳ      | Thế vận hội Mùa đông 2002                                                | tháng 2 năm 2002                | Salt Lake City, Utah, Hoa Kỳ |
| 10 | Tana Umaga                           | New Zealand | Rugby Test Match 2003                                                    | tháng 6 năm 2003                | Cardiff, Wales, Anh Quốc     |
| 11 | Vanderlei Cordeiro de Lima           | Brasil      | Thế vận hội Mùa hè 2004                                                  | 29 tháng 8 năm 2004             | Athens, Hy Lạp               |
| 12 | Elena Novikova-Belova                | Belarus     | Hội nghị khoa học quốc tế XI 2007                                        | 17 tháng 5 năm 2007             | Minsk, Belarus               |
| 13 | Shaul Ladany                         | Israel      | "những thành tích nổi bật hiếm có trong thể thao trong suốt bốn thập kỷ" | 17 tháng 5 năm 2007             | Minsk, Belarus               |
| 14 | Petar Cupać Ivan Bulaja Pavle Kostov | Croatia     | Thế vận hội Mùa hè 2008                                                  | 18 tháng 11 năm 2008            | Bắc Kinh, Trung Quốc         |
| 15 | Ronald Harvey                        | Úc          | –                                                                        | 2 tháng 4 năm 2009              | –                            |
| 16 | Richard Garneau                      | Canada      | Thế vận hội Mùa đông 2014                                                | 6 tháng 2 năm 2014 (truy tặng)  | Sochi, Nga                   |
| 17 | Michael Hwang                        | Singapore   | Đại hội thể thao châu Á 2014                                             | 14 tháng 10 năm 2014            | Incheon, Hàn Quốc            |